# Micrarionta facta
Micrarionta facta е вид коремоного от семейство Helminthoglyptidae. Видът е световно застрашен, със статут Уязвим.

## Разпространение
Разпространен е в САЩ.